# DJ Need
Denis Lebouvier, connu sous le nom de scène DJ Need (qu'on obtient en inversant les deux syllabes de son prénom De - Nis, ce qui fait Nis - De soit "need" en anglais) est un disc jockey et compositeur français originaire d'Orléans.
Il fait partie du groupe musical Birdy Nam Nam depuis 2002, dont il est un des membres fondateurs, et connait grâce au groupe une notoriété internationale.

## Biographie
Denis Lebouvier est né à Orléans et y a vécu durant toute son adolescence. Collégien, il préfère regarder des vidéos de skate et en pratiquer que de se concentrer à l'école ce qui lui vaudra des résultats scolaires catastrophiques. À l'âge de 20 ans il découvre alors pour la toute première fois les platines et commence à faire des concours de scratch. Durant ces compétitions il rencontrera les futurs membres du groupe qu'ils formeront plus tard.